# Atlus
Atlus Co., Ltd. (株式会社アトラス, ромадзі Kabushiki gaisha Atorasu, укр. Атлус Ко. Лтд.) — японська компанія, що розробляє, видає і розповсюджує відеоігри, що розташована в Токіо, Японія. Дочірня компанія Sega. Компанія відома своїми серіями Megami Tensei, Persona, Etrian Odyssey і Trauma Center. Її корпоративний талісман — Джек Фрост, персонаж, який нагадує сніговика з їхньої серії Shin Megami Tensei. Поза іграми, компанія також відома своїми послугами пурікурі — популярні в Східній Азії кабінки для наклейок фотографій.